# Palais de justice de Largentière
Le palais de justice de Largentière, en Ardèche, est construit entre 1840 et 1847.

## Historique
Le tribunal et les prisons sont installés dans le château de Largentière le 19 janvier 1791, et y restent jusqu'en 1847.
En 1822, on pense installer le tribunal dans le couvent des Récollets, puis, en 1823, à démolir le couvent pour construire un nouveau palais de justice et une gendarmerie.
En 1827, le préfet de l'Ardèche a proposé d'acheter au marquis du Roure et à ses sœurs le château de Largentière. En 1842, le marquis du Roure a accepté une offre d'achat de 30 000 francs faite par le préfet pour y installer un hôpital, mais le manque de ressources financières de la ville engagée dans le financement du nouveau palais de justice  empêche cette opération. En effet, la crainte de la municipalité de Largentière de voir transférer à Joyeuse le siège de l'administration de la justice s'est engagé dans un emprunt de 15 ans pour la construction d'un palais de justice et des prisons. Une aide de 16 000 francs est allouée par l'État pour sa construction en 1844.
Plusieurs projets de palais de justice ont été présentés :
- en 1823, projet de Nègre, architecte-voyer de Privas,
- en 1827, Louis-Pierre Baltard a fait un projet pour le nouveau palais de justice de Largentière, ainsi que l'ingénieur Siret,
- en 1839, le projet de Weil, ingénieur des ponts et chaussées et architecte du palais de justice du Puy-en-Velay, qui a été présenté au Conseil des bâtiments civils, sur un rapport de Blouet, le 4 février 1839, et accepté. Le plan de Weil est fortement inspiré des plans proposés par Louis-Pierre Baltard en 1827[4]

L'adjudication des travaux de construction de l'actuel Palais de Justice se fit en 1840.
Le palais de justice a été inauguré par le préfet Barante et l'évêque de Viviers Guibert, le 1er juillet 1847.
Le tribunal a fonctionné jusqu'en 1926. Les prisons ont été utilisées jusqu'en 1948. 
Après 1907, la salle d'audience n'a servi que pour le jugement de délits mineurs. Le rez-de-chaussée et les anciennes prisons ont été longtemps utilisées par les services des eaux.
Le palais de justice ainsi que la prison sont inscrits au titre des monuments historiques en 2018.
Une salle des fêtes a été édifiée à l'emplacement d'une des cours des prisons.

## Architecture
a façade du palais de justice reprend un type inauguré par le projet du palais de justice d'Orléans, par François-Narcisse Pagot en 1821. Ce type de façade s'est perpétué dans l'ancien palais de justice de Lille (projet de Victor Leplus, en 1835), au Puy-en-Velay (projet de Charles Kleitz, en 1835), de Nîmes (projet de Charles-Auguste Questel, en 1838), de Montpellier (projet de Charles Abric, en 1846), de Marseille (projet d'Auguste Martin, en 1862).
L'introduction de l'architecture néoclassique dans la conception de la façade de palais de justice semble commencer avec l'ancien palais de justice de Caen (1779-1784) (projet d'Armand Bernardin Lefebvre). L'innovation la plus importante de la fin de l'Ancien Régime a été la séparation des architectures judiciaire et pénitentiaire.